# Smolnik, Dobrova-Polhov Gradec
Smolnik este o localitate din comuna Dobrova-Polhov Gradec, Slovenia, cu o populație de 125 de locuitori.